# Dimetilamina
Dimetilamina é a amina secundária em que dois grupos funcionais metil e um hidrogênio estão ligados a um nitrogênio. Sua fórmula química é C2H7N, ou (CH3)2NH.